# 육아낭

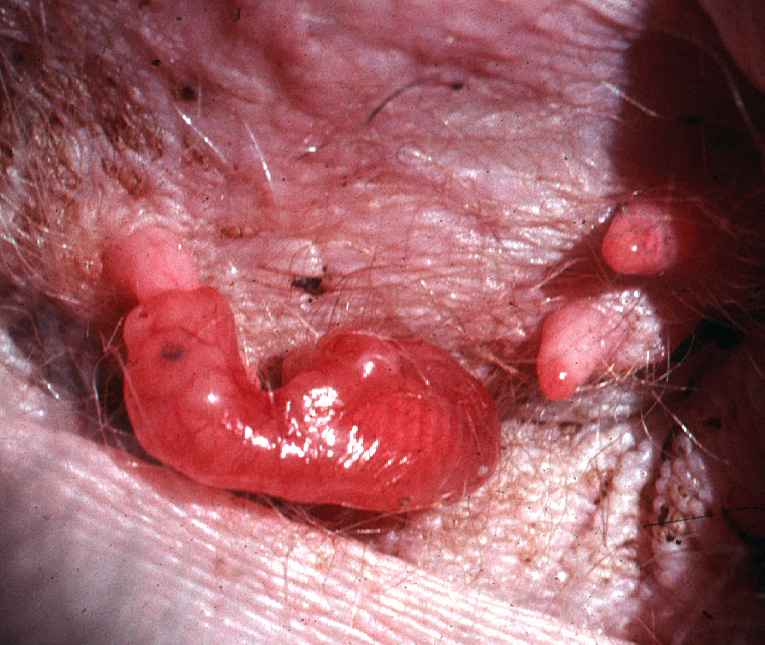
육아낭 안쪽에 달라붙은 캥거루 새끼

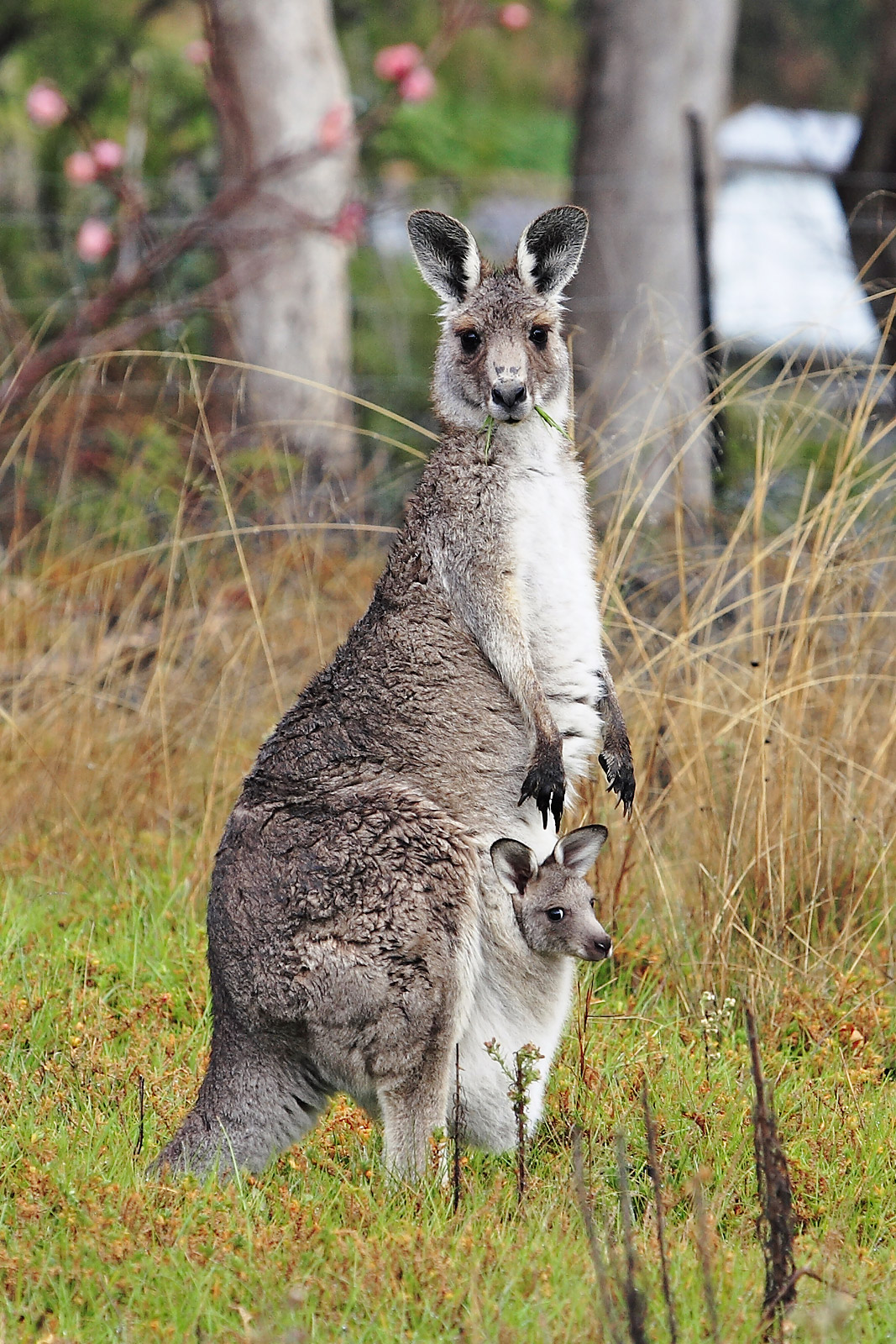
육아낭에 성숙한 캥거루 새끼를 품은 암컷 동부회색캥거루

육아낭(育兒囊, 라틴어: Marsupium)은 암컷 유대류와 단공류의 몸 표면에서 볼 수 있는 미숙한 새끼를 키우기 위한 주머니이다. 육아낭이라는 이름은 라틴어로 "주머니"라는 뜻에서 유래된 이름이다. 육아낭이라고 불리는 기관은 수컷 해마를 비롯한 일부 어류에도 존재한다. 육아낭이 달린 유대류 동물로는 캥거루, 왈라비, 코알라, 웜뱃 등이 있으며 육아낭이 달린 단공류 동물로는 오리너구리, 가시두더지 등이 있다.
유대류는 살아있는 동물의 새끼를 낳지만 상대적으로 발달되지 않은 새끼를 낳는다. 새끼 동물은 태어나자마자 어머니의 주머니 안쪽으로 기어간다. 이러한 주머니는 동물의 젖꼭지를 덮는 구멍 하나만으로 피부를 접도록 만든다. 주머니 안에는 앞을 볼 수 없는 새끼 동물이 어미 젖꼭지 하나에 달라붙은 상태에서 성장하여 어른으로 성숙하기 이전까지 애착을 유지한다.